# Asimov's Science Fiction
Asimov's Science Fiction (La ciencia ficción de Asimov) (ISSN 1065-2698) es una revista de ciencia ficción estadounidense, que publica los géneros de ciencia ficción y fantástico, y que perpetúa el nombre del autor y bioquímico Isaac Asimov. Actualmente es publicado por Penny Publications. Desde enero de 2017 su frecuencia de publicación es bimestral (seis números al año).
Su tirada en 2012 fue de 22,593, como se reportó en el estudio anual de la revista Locus.

## Historia
Asimov's Science Fiction comenzó su vida como la revista de tamaño digest Isaac Asimov's Science Fiction Magazine (La revista de ciencia ficción de Isaac Asimov, o IASFM para acortar) en 1977. Joe Davis, de Davis Publications, se acercó a Asimov para pedir prestado su nombre para una nueva revista de ciencia ficción, después de Ellery Queen's Mystery Magazine, o Alfred Hitchcock's Mystery Magazine. Asimov rehusó hacer de editor, pero sirvió, en cambio, como director editorial, escribiendo editoriales y respondiendo a correos de lectores, hasta su muerte en 1992. A petición de Asimov, el teniente coronel George Scithers (AUS Ret.), el primer editor, negoció un contrato de adquisición con Science Fiction Writers of America, proporcionando considerablemente mejores términos para los escritores de lo que había sido el estándar periódico hasta ese momento.
Inicialmente una publicación trimestral, su primera edición estaba fechado en primavera de 1977. Charles N. Brown fue reemplazado por Baird Searles en la columna de reseñas de libros en mayo de 1979. Cambió a publicar cada dos meses en 1978, y comenzó publicando mensualmente en 1979. A mediados de la década de los ochenta, era publicado una vez cada cuatro semana, con una edición extra de "mediados de diciembre". Las tiradas dobles fueron añadidas a comienzos de los noventa, antes que la agenda se redujera a las actuales diez publicaciones anuales.
La revista fue vendida a Bantam Doubleday Dell en enero de 1992, unos meses antes de la muerte de Asimov, cambiando el título a Asimov's Science Fiction. En 1996, Dell Magazines fue adquirido, de BDD, por Crosstown Publications, y a partir de 2012 es parte de Penny Publication, que está bajo los mismos dueños que Crosstown Publications, con sede en Norwalk, Connecticut, y usa un combinado servicio al cliente identificado como Penny Press/Dell Magazines. En 1998, cambió el tamaño de la revista: ahora es más alta y ligeramente más ancha que el formato digest estándar (emparejándose así con otras revistas publicadas por su nueva matriz corporativa).
Asimov's Science Fiction celebró su trigésimo aniversario en 2007, con una antología editada por la actual editora de la revista, Sheila Williams. Recurriendo a historias publicadas desde 1977 hasta el presente, fue publicada por Tachyon Publications.
Martin Gardner escribió una columna regular de "relatos rompecabezas" para la revista desde 1977 a 1986. Produjo 111 columnas en total, muchas de ellas posteriormente publicadas en forma de libro.

### Editores
- George H. Scithers, 1977–1982
- Kathleen Moloney, 1982 [provisional]
- Shawna McCarthy, 1983–1985
- Gardner Dozois, 1986–2004
- Sheila Williams, 2004–presente

Scithers fue un editor cuyo gusto por la ciencia ficción era similar al de Asimov, prefiriendo las historias tradicionales con un héroe fuerte en un entorno futuro. Sus sucesores hicieron la revista más "literaria", hasta que bajo Dozois se volvió la revista más influyente en el género desde Galaxy Science Fiction, de H. L. Gold. Muchas de las historias que publicó fueron establecidas en la Tierra, en el presente o cercano futuro, y personas ordinarias como protagonistas.
Scithers dejó la revista después de cinco años, habiendo ganado dos Premios Hugo como mejor editor, y fue sustituido por Shawna McCarthy. McCarthy ocupó el cargo por tres años, ganando un Premio Hugo. Gardner Dozois editó la revista desde 1985 hasta 2004, ganando 15 Premios Hugo, antes de retirarse y convertirse en su editor colaborador. Sheila Williams es la actual editora y ganó el Premio Hugo por Mejor Editor de Formato Corto en 2011.

## Autores publicados enAsimov's
- Brian W. Aldiss
- Isaac Asimov
- Karen Traviss
- Paolo Bacigalupi
- Stephen Baxter
- Elizabeth Bear
- Gregory Benford
- Damien Broderick
- Pat Cadigan
- Orson Scott Card
- Paul Cornell
- Greg Egan
- Harlan Ellison
- Karen Joy Fowler
- Carl Frederick
- William Gibson
- Joe Haldeman
- Kij Johnson
- Janet Kagan
- James Patrick Kelly
- Mary Robinette Kowal
- Nancy Kress
- Ursula K. Le Guin
- Jonathan Lethem
- Kelly Link
- Ian R. MacLeod
- Daniel Marcus
- David Marusek
- Jay A. Parry
- Frederik Pohl
- Robert Reed
- Mike Resnick
- Joel Rosenberg
- Mary Rosenblum
- Kristine Kathryn Rusch
- Lucius Shepard
- Robert Silverberg
- Brian Stableford
- Allen Steele
- Bruce Sterling
- Michael Swanwick
- Harry Turtledove
- Kate Wilhelm
- Connie Willis